# Million Man March

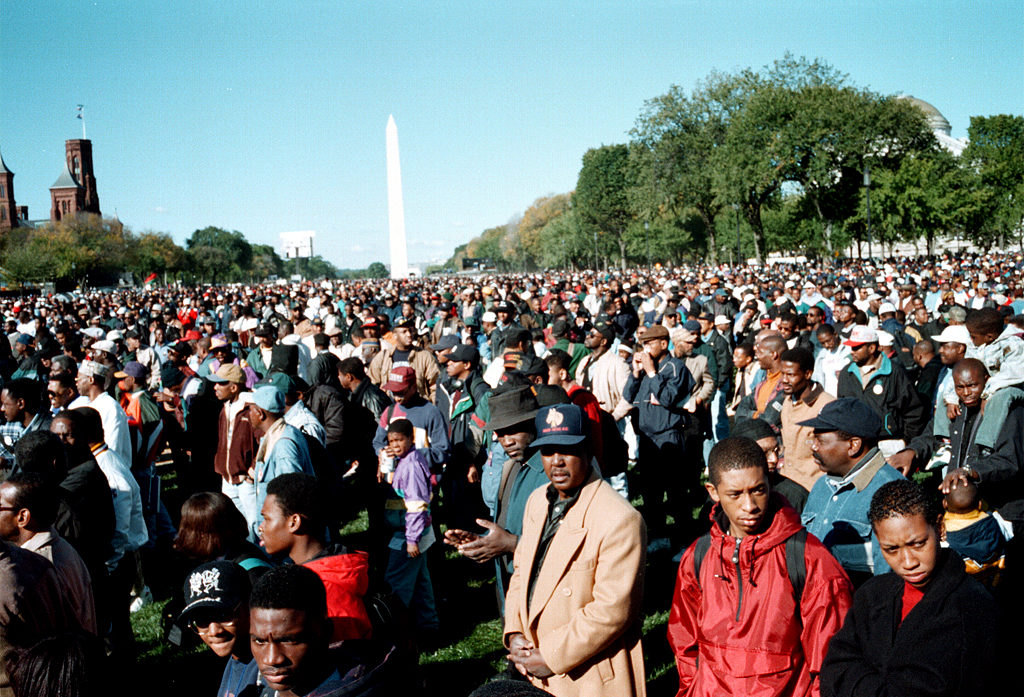
Un'immagine della Million Man March

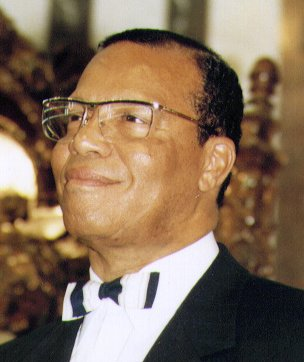
Il reverendo Louis Farrakhan, organizzatore della marcia

La Million Man March è una manifestazione indetta da Louis Farrakhan, leader della Nation of Islam, ex discepolo di Malcolm X, il 16 ottobre 1995 a Washington, alla quale parteciparono un milione di uomini afroamericani. È considerata la più grande manifestazione afroamericana di tutti i tempi.

## Motivazioni
La manifestazione, oltre che da Farrakhan, fu organizzata anche dal reverendo Benjamin Chavis Jr., ex direttore esecutivo della NAACP. Il modello era la grande marcia su Washington del 1963, culminata nel celebre discorso I have a dream che Martin Luther King tenne davanti al Lincoln Memorial.
L'obiettivo principale della marcia era quello di creare «un giorno sacro di riparazione e riconciliazione per gli afroamericani». L'organizzazione rivolse anche un appello ai manifestanti, affinché si iscrivessero alle liste di registrazione necessarie per ottenere il diritto al voto. Chi non poté partecipare alla manifestazione, come le donne alle quali fu chiesto esplicitamente di non farlo, fu invitato a non recarsi al lavoro, in segno di protesta per il trattamento riservato agli afroamericani. Il reverendo Farrakhan dichiarò in un comunicato stampa: «Volevamo chiamare gli uomini a Washington affinché esprimessero l'impegno ad assumersi le loro responsabilità di capifamiglia, e si dichiarassero disposti a provvedere ai bisogni delle nostre donne e dei nostri figli, a fare il proprio dovere per proteggerli e mantenerli».
Tra le personalità schierate in favore della manifestazione vi furono l'attore Bill Cosby, il reverendo Jesse Jackson, il giocatore di baseball Reggie Jackson, il presidente dell'Assemblea dei membri afroamericani del Congresso Donald Payn, il sindaco di Detroit Dennis Archer, il sindaco di Baltimora Kurt Schmoke e il reverendo Joseph Lowery, capo della Southern Christian Leadership Conference.

## Critiche
La manifestazione subì anche dure critiche, a causa di molte dichiarazioni in cui Farrakhan si scagliò contro gli ebrei, gli omosessuali e i bianchi. La Anti-Defamation League del B'nai B'rith affermò: «Cosa succederebbe se i suprematisti bianchi organizzassero una marcia su Washington? In quel caso nessuno avrebbe tralasciato di far notare che sono solo gli organizzatori fomentatori di odio razziale. Lo stesso vale per il ministro Louis Farrakhan». Anche l'allora presidente degli Stati Uniti d'America Bill Clinton fu molto critico. Tramite il suo portavoce, infatti, dichiarò: «Nutro profonde riserve su tutti gli organizzatori della marcia, compreso il reverendo Farrakhan».
Farrakhan rispose alle critiche sostenendo di non aver fatto mai dichiarazioni antisemite. Questo nonostante la documentazione registrata di molti suoi discorsi, nei quali il reverendo definiva l'ebraismo «una religione spazzatura» o dichiarava: «Gli ebrei mi chiamano 'Hitler'. È un appellativo che non mi dispiace affatto. Hitler era un brav'uomo».
Farrakhan, in occasione della marcia, si mostrò però anche propenso al dialogo con i rappresentanti ebrei della Anti-Defamation League. Nel suo discorso, di fronte alla folla radunatasi a Washington, disse: «Non mi piace questo battibecco con i membri della comunità ebraica. Il reverendo Jackson ha parlato ai dodici presidenti delle organizzazioni ebraiche e forse, alla luce di ciò che stiamo vedendo oggi, è arrivato il momento di metterci seduti intorno a un tavolo e parlare. Senza alcun preconcetto. Voi soffrite. E anche noi. Provate dolore. E anche noi». Nel suo discorso, Farrakhan ammorbidì anche il suo atteggiamento verso i bianchi: «Fratello nero, non serve scagliare accuse contro i bianchi: tutto quello che dobbiamo fare è tornare a casa e trasformare le nostre comunità in luoghi produttivi». Nel suo discorso, il ministro si scagliò anche contro la società dello spettacolo, sempre più dominata da immagini violente.
Tra chi non aderì alla marcia vi furono l'attore Ossie Davis e il regista Spike Lee. Davis, molto legato a Malcolm X, non partecipò a causa delle sue riserve sull'operato di Farrakhan: «Credo che la marcia fosse un riconoscimento che il mondo era cambiato. Il mondo che in una certa misura era stato creato da Malcolm veniva occupato da un'altra figura. Il mio legame con Malcolm X non mi permette di essere equo e obiettivo nei confronti di coloro che, in una certa misura, sono suoi detrattori». Lee, che aveva incontrato più volte il reverendo, invece sostenne di non aver partecipato alla manifestazione poiché era reduce da un intervento chirurgico. Comunque nel 1996 Spike Lee girò un film, Bus in viaggio, che racconta di un gruppo di uomini afroamericani che viaggia da Los Angeles a Washington su un autobus, per partecipare alla marcia. Tra gli attori ci fu anche Ossie Davis.